# 157
| 157                |
| ------------------ |
| Dødsfald - Fødsler |
|                    |

| Gregoriansk kalender | 157 CLVII               |
| Ab urbe condita      | 910                     |
| Armensk kalender     | I/T                     |
| Kinesiske kalender   | 2853 – 2854 丙申 – 丁酉 |
| Etiopisk kalender    | 149 – 150               |
| Jødisk kalender      | 3917 – 3918             |
| Hindukalendere       |                         |
| - Vikram Samvat      | 212 – 213               |
| - Shaka Samvat       | 79 – 80                 |
| - Kali Yuga          | 3258 – 3259             |
| Iransk kalender      | 465 BP – 464 BP         |
| Islamisk kalender    | 480 BH – 479 BH         |

Se også 157 (tal)

## Sport
| År | Spire Denne artikel om et år, årti, århundrede eller årtusinde er en spire som bør udbygges. Du er velkommen til at hjælpe Wikipedia ved at udvide den. |